# Praderia de Mongòlia i Manxúria

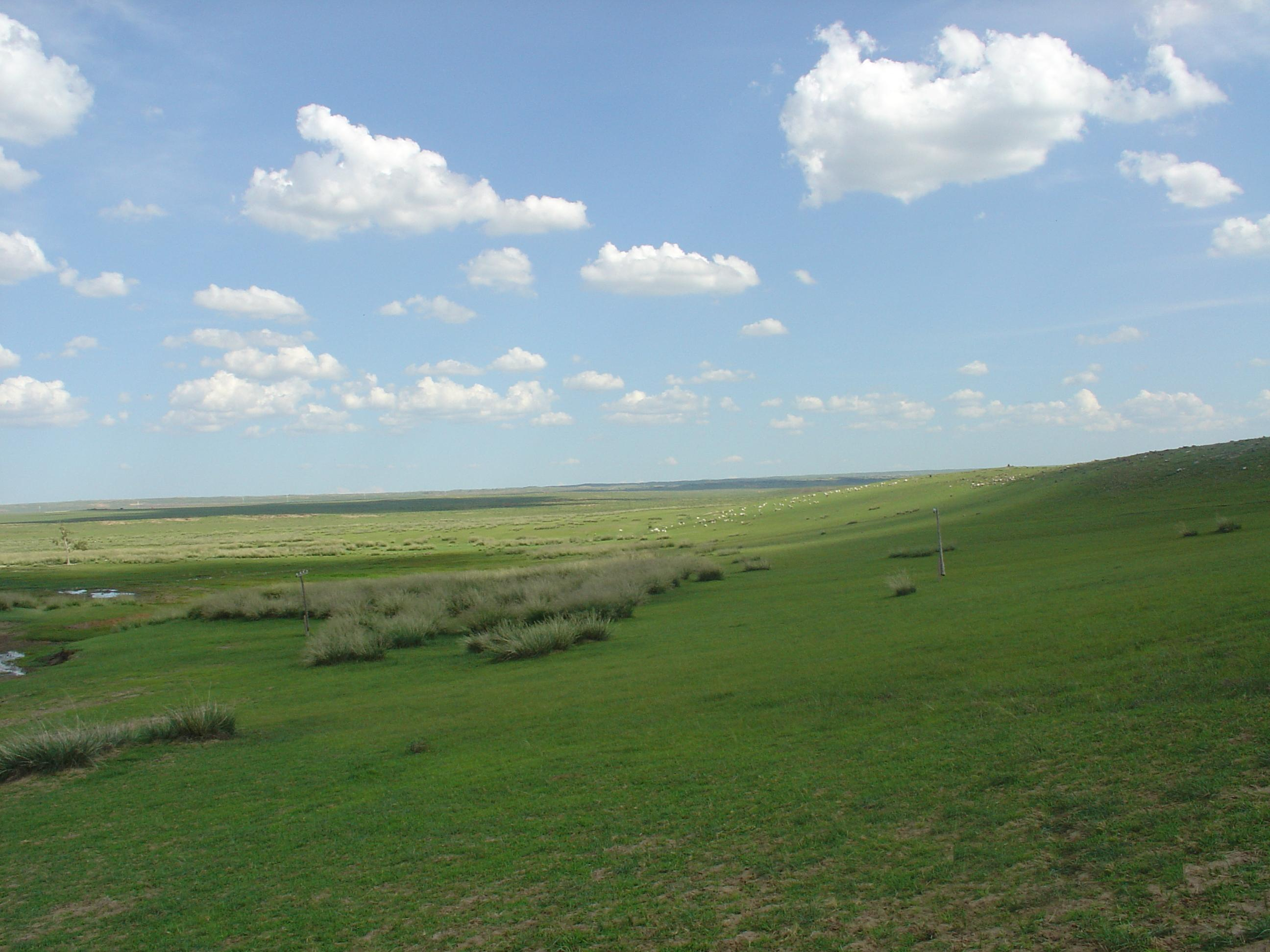
Zona de prats

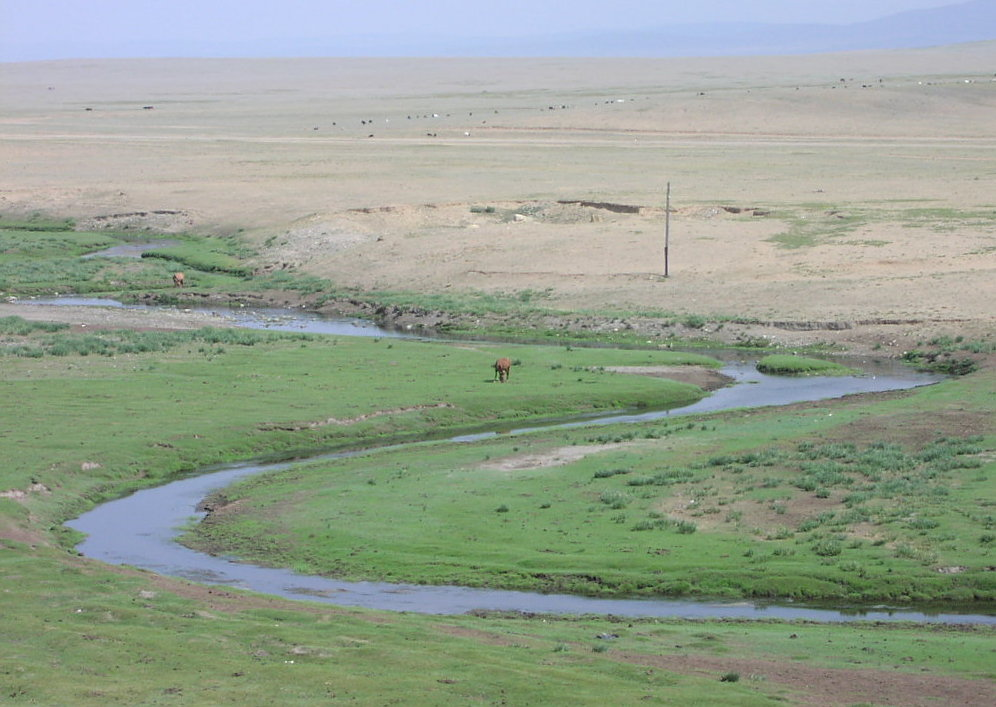
Estepa

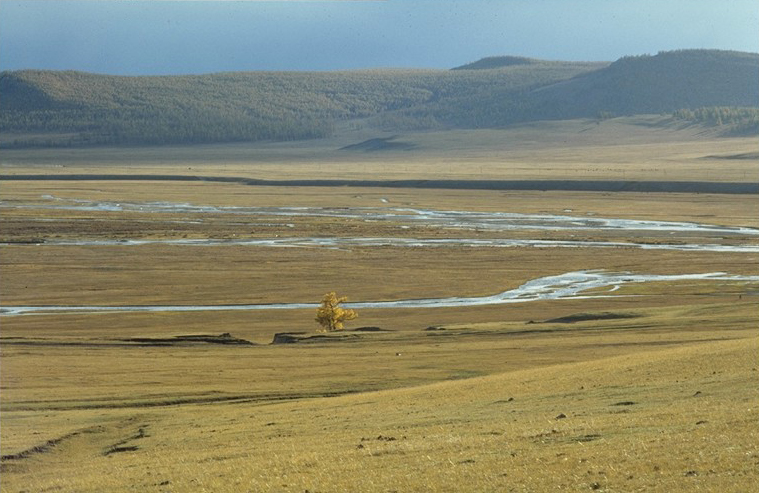
Vista de l'estepa, amb un arbre solitari

La praderia de Mongòlia i Manxúria és una ecoregió, coneguda també com a estepa de Mongòlia i Manxúria. Es troba dins el bioma de les praderies temperades. Apareix a Mongòlia, la Mongòlia Interior xinesa i el nord-est de la Xina.

## Situació
La praderia de Mongòlia i Manxúria cobreix 887.300 km². Forma un gran creixent al voltant del desert de Gobi, estenent-se al llarg de Mongòlia Central i Oriental i entra dins la part est de Mongòlia Interior i l'est i centre de Manxúria i després al sud-oest de la plana del nord de la Xina. Al nord-est i el nord hi ha la zona de transició, amb bosc-estepa, cap a la zona de boscos de Sibèria i d'altres zones de la Xina. Al sud-oest aquesta praderia s'estén cap al riu Groc, a través del qual hi ha l'estepa de l'altiplà d'Ordos.

## Flora
La flora dominant consisteix en herbes de mitjanes a altes dominades pel gènere de gramínies Stipa (Stipa baicalensis, S. capillata i S. grandis), Festuca (Festuca ovina), Aneurolepidium chinense, Filifolium sibiricuman i Cleistogenes sqarrosa. Les regions més seques properes al Gobi tenen herbes tolerants a la secada junt amb herbes no gramínies i arbusts baixos espinosos.
Els vessants sud-oest de la serralada Gran Khingan tenen agrupacions de boscos caducifolis, ja sia de Quercus mongolica, o una mescla de pollancres (Populus davidiana i P. suaveolens), Betula platyphylla, i el salze Salix rorida.

## Fauna
- L'únic ocell endèmic de la regió és el faisà Crossoptilon mantchuricum.
- Hi viu la marmota d'estepa (Marmota bobak).
- El llop gris.
- Abunda la gasela de Mongòlia.
- S'hi ha reintroduït el cavall de Przewalski.
- Hi viu la Guineu corsac.